# Pays de Hus

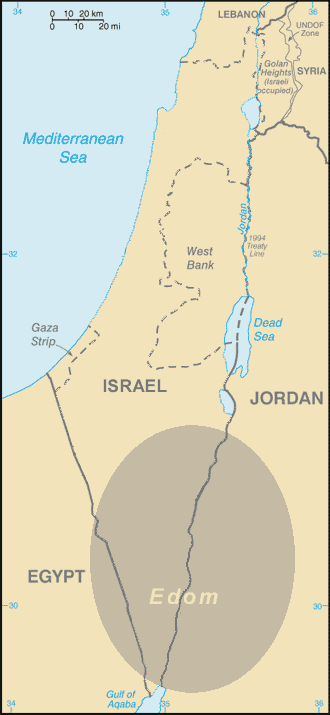
Localisation approximative du pays de Hus sur une carte du moyen-Orient actuel

Le pays de Hus (en hébreu : ּעוּץ) est un territoire mentionné dans l'Ancien Testament. Le toponyme y figure à trois reprises : dans le Livre de Job, dans le Livre de Jérémie et dans le Livre des Lamentations.

## Emplacement
Son emplacement précis est inconnu. Selon les textes bibliques, et en particulier l'histoire de Job, originaire du pays de Hus, on présume que le pays avait une ville fortifiée avec des portes ; dans le Livre des Lamentations, l'auteur fait coïncider Hus avec Édom, un ancien royaume situé au sud d'Israël et de l'actuelle Jordanie.
Le fait que Hus coïncide avec le royaume d'Édom est une thèse également soutenue par une tradition talmudique comme quoi le Livre de Job aurait pu être écrit par Moïse puisque le pays de Hus et celui d'Édom bordaient Madian.
Selon d'autres hypothèses, le pays de Hus se trouverait au sud de la péninsule arabique ; à l'est de Pétra, en Jordanie ; ou dans le Sud-Est de l'Ouzbékistan (Asie centrale).

## Le pays de Hus et le premier né de Nahor
- Nahor, marié à Milka fille de Haran
  - Hus le premier-né qui a peut-être donné son nom au pays de Hus lieu de résidence de Job
  - Bouz dont un descendant est Élihou qui se met en colère contre Job et ses trois amis
  - Qemouël
  - Hazo
  - Pildash
  - Yidlaph
  - Betouel père de Laban et de Rébecca

## Source
Wikipedia italien